# تپه ملک حیدری
تپه ملک حیدری مربوط به سده‌های ۱۱–۷ ه.ق است و در شهرستان زهک، بخش مرکزی، دهستان زهک، ۷۰۰م جنوب شرقی روستای ملک حیدری واقع شده و این اثر در تاریخ ۱۳ آبان ۱۳۸۶ با شمارهٔ ثبت ۱۹۷۹۱ به‌عنوان یکی از آثار ملی ایران به ثبت رسیده است.